# Tron (bande originale)
Pour les articles homonymes, voir Tron (homonymie).
Bandes originales de Tron
Tron: Legacy
(2010)
Tron - Original Motion Picture Soundtrack est la bande originale du film Tron, sorti en 1982. La musique est composée par Wendy Carlos. Le groupe Journey participe aux morceaux "Only Solutions" et "1990's Theme", en remplacement de Supertramp, à l'origine prévu pour le projet. L'Orchestre philharmonique de Londres a également contribué à l'album.
L'album est ressorti en CD le 29 janvier 2002 sous le label Walt Disney Records.

## Liste des titres

### Version américaine de 1982
| 1.    | Creation of Tron                        | 0:45 |
| 2.    | Only Solutions (Interprété par Journey) | 3:15 |
| 3.    | We've Got Company                       | 2:15 |
| 4.    | Wormhole                                | 2:25 |
| 5.    | Ring Game and Escape                    | 2:53 |
| 6.    | Water Music and Tronaction              | 2:36 |
| 7.    | Tron Scherzo                            | 1:43 |
| 8.    | Miracle and Magician                    | 2:36 |
| 9.    | Magic Landings                          | 3:40 |
| 10.   | Theme from Tron                         | 1:30 |
| 11.   | 1990's Theme (Interprété par Journey)   | 2:25 |
| 12.   | Love Theme                              | 2:03 |
| 13.   | Tower Music / Let Us Pray               | 3:43 |
| 14.   | The Light Sailer                        | 2:32 |
| 15.   | Sea of Simulation                       | 3:20 |
| 16.   | A New Tron and the MCP                  | 5:45 |
| 17.   | Anthem                                  | 1:36 |
| 18.   | Ending Titles                           | 5:10 |
| 50:12 |                                         |      |

### Version américaine de 2002 et européenne de 2006
| 1.    | Creation Of Tron                            | 0:46 |
| 2.    | Only Solutions (Journey)                    | 3:37 |
| 3.    | We've Got Company                           | 2:15 |
| 4.    | Wormhole                                    | 2:26 |
| 5.    | Ring Game And Escape                        | 2:54 |
| 6.    | Water, Music, And Tronaction                | 2:22 |
| 7.    | Tron Scherzo                                | 1:44 |
| 8.    | Miracle and Magician                        | 2:37 |
| 9.    | Magic Landings                              | 3:40 |
| 10.   | Theme From Tron                             | 1:31 |
| 11.   | 1990's Theme (Journey)                      | 2:04 |
| 12.   | Love Theme                                  | 2:04 |
| 13.   | Tower Music / Let Us Pray                   | 3:47 |
| 14.   | The Light Sailer                            | 2:36 |
| 15.   | Sea Of Simulation                           | 3:23 |
| 16.   | A New Tron And The MCP                      | 5:10 |
| 17.   | Anthem                                      | 1:37 |
| 18.   | Ending Titles                               | 5:10 |
| .     | Bonus Tracks                                |      |
| 19.   | Tronaction (Original Version)               | 1:26 |
| 20.   | Break In (For Strings, Flutes, And Celesta) | 5:31 |
| 21.   | Anthem For Keyboard Solo                    | 1:09 |
| 57:49 |                                             |      |